# Aquanaut's Holiday: Hidden Memories
Aquanaut's Holiday: Hidden Memories é um jogo de Playstation 3 desenvolvido pela Artdink e publicado pela Sony Computer Entertainment.